# 내츄럴엔도텍
내츄럴엔도텍은 경기도 성남시 분당구에 위치한 대한민국의 제약 및 건강기능식품 제조 기업이다.

## 에스트로지(백수오등복합추출물)개발
헬스케어 신소재 연구개발 전문 바이오 기업인 내츄럴엔도텍은 2008년 '백수오 등 복합추출물'인 ‘에스트로지’를 개발했다. 백수오, 한속단, 당귀를 과학적으로 배합해 열수추출한 ‘에스트로지’는 갱년기 여성 건강에 도움을 줄 수 있는 소재 최초로 2010년 식품의약품안전처 허가, 미국 식품의약국(FDA)의 NDI(New Dietary Ingredient) 허가, 캐나다 식약청으로부터 NPN(Natural Health Product Number) 허가를 받았다. 또한 2016년 10월에는 유럽 EFSA(유럽식품안전국)의 노블푸드(신소재 식품 원료) 허가를 위한 최종 심사까지 통과한 바 있다. 

## 해외진출
나아가 국내 바이오 소재 최초로 미국과 캐나다를 비롯 12개국 허가를 획득하여 해외에서도 세계 1, 2위 약국 체인 월그린(Walgreens)과 CVS를 비롯해 미국 슈퍼스토어 및 미국 전역 홈쇼핑, 캐나다 1위 제약사를 포함, 전세계 11개 국에 40여 개의 제품을 성공적으로 론칭해 판매하고 있다.

## 수상경력
- 2006년: 미국 NBJ(Product Merit Award)
- 2008년: 제네바 국제 발명 전시회 금상
- 2008년: 보건산업기술대상
- 2009년: 대한민국보건산업대상
- 2009년: IR52 장영실상[4]
- 2011년: 농림수산식품과학기술대항 대통령 표창[5]
- 2011년: 세계 일류상품 선정
- 2013년: 대한민국 10대 신기술
- 2014년: 창조경제박람회 동탑산업훈장 수상

## 연혁
- 2001년 5월: (주)내츄럴엔도텍 설립
- 2010년 4월: ‘백수오 등 복합추출물’ 대한민국 식약처로부터 개별인정 승인
- 2010년 10월: ‘백수오 등 복합추출물’ 미국 FDA로부터 NDI 승인
- 2011년 7월: ‘백수오 등 복합추출물’ 캐나다 보건부(Health Canada)로부터 NPN 허가
- 2011년 12월: 2011 세계일류상품 선정2013년 10월: 코스닥 상장
- 2013년 11월: ‘백수오 등 복합추출물’ 대한민국 10대 신기술 선정
- 2013년 11월: ‘백수오 등 복합추출물’ 대한민국 기술대상 선정
- 2014년 7월: ‘백수오 등 복합추출물’ 세계 1, 2위 약국 체인 월그린, CVS 입점
- 2014년 8월: 이천 공장 완공
- 2014년 10월: 이천 공장 GMP(우수건강기능식품제조기준)적용업소 지정
- 2014년 11월: 2014 동탑산업훈장 수상
- 2015년 12월: 독일 유수 제약사 STADA 계약 체결
- 2016년 4월: 자사 온라인 쇼핑몰 ‘엔도샵’ 오픈

## 백수오·이엽우피소 혼입 사태
2015년 4월 22일, 한국소비자원이 ‘시중 유통 중인 백수오 제품 상당수가 가짜’라는 발표를 하면서부터 시작된 사건이다. 한국소비자원은 백수오 제품 32개를 검사한 결과 21개 제품에 ‘이엽우피소’가 혼입되어 있다고 밝혔다.
한국소비자원은 백수오 제품 조사 결과를 발표하면서 이엽우피소가 먹으면 안 되는 독성물질이라고 밝혔다. 보관됨 2016-10-02 - 웨이백 머신
그러나 2017년 8월, 식품의약품안전처가 2015년 백수오를 원료로 하는 건강기능식품에 대한 국민 불안을 해소하는 차원에서 2년여에 걸쳐 독성 시험과 위해 평가를 진행한 결과, 백수오를 열수추출물 형태로 가공한 건강기능식품은 모두 안전한 것으로 확인되었으며 이엽우피소가 미량 혼입되었더라도 섭취 시 위해 우려가 없는 것으로 나타났다. 보관됨 2017-09-20 - 웨이백 머신
내츄럴엔도텍은 2015년 당시 검찰로부터 이엽우피소 사용으로 인해 원가절감에 미치는 영향이 미미하고 고의성이 없는 것으로 밝혀지며 무혐의 처분을 받았다. 당시 이엽우피소 혼입률은  0~0.02% 미만, 완제품 기준 0.0016%의 극미량인 것으로 밝혀졌다. 2년여에 걸친 식약처의 평가 결과 발표로 내츄럴엔도텍의 무고함이 다시 한번 밝혀졌다. 
백수오 시장이 축소되면서 재배 농민들도 피해를 입었다.
내츄럴엔도텍은 해당 사태 이후 식약처 검사명령제를 도입, 백수오 파종부터 재배, 원료 가공부터 제품 생산까지 전 과정의 관리 시스템을 재정비했다. 종자 관리와 유전자 검사 등을 강화해 100% 진품 백수오만 시장에 내놓기 위해서다. 검사명령제란 식약처가 사전에 철저한 검사를 거쳐 진품 백수오임이 확인된 원료에 한해 판매를 허용하는 제도다. http://www.naeil.com/news_view/?id_art=249691